# Gare de Courtrai
La gare de Courtrai (en néerlandais : station Kortrijk) est une gare ferroviaire belge de la ligne 75, de Gand-Saint-Pierre à Mouscron (frontière), située à proximité du centre de la ville de Courtrai dans la province de Flandre-Occidentale en Région flamande.
Elle est mise en service en 1839 par l'administration des chemins de fer de l'État belge.
C'est une gare de la Société nationale des chemins de fer belges (SNCB) desservie par des trains InterCity (IC), Omnibus (L) et d’Heure de pointe (P).

## Situation ferroviaire
Établie à 20 mètres d'altitude, la gare de Courtrai est située au point kilométrique (PK) 41,783 de la ligne 75, de Gand-Saint-Pierre à Mouscron, entre les gares ouvertes de Harelbeke et de Mouscron.
C'est une gare de bifurcation, aboutissement de la ligne 66, de Bruges à Courtrai et de la ligne 89, de Denderleeuw à Zandberg. Elle était également l'origine de la ligne 83, de Courtrai à Amougies.

## Histoire
La gare de Courtrai est mise en service le 22 septembre 1839 par l'Administration des chemins de fer de l'État belge, lorsqu'elle ouvre simultanément à l'exploitation les sections de Gand à Deynze-Peteghem et de Deynze-Peteghem à Courtrai. La section suivante de Courtrai à la frontière avec la France est en cours de construction.
La gare de Courtrai connaît plusieurs adaptations et élargissements. En 1840, une gare provisoire est érigée. La deuxième gare est inaugurée en 1857 et ce bâtiment est élargi en 1876. Le déplacement des voies en hauteur avec un nouveau bâtiment de gare était prévu en 1914 avant le début de la guerre mais ne fut pas réalisé. Jusqu'en 1944, la gare a une large verrière recouvrant les voies, maintenant démolie.
En 1956, une toute nouvelle gare est inaugurée, cette fois sans verrière. La gare a deux tunnels piétons sous les voies.

## Service des voyageurs

### Accueil
Gare SNCB, elle dispose d'un bâtiment voyageurs, avec guichet, ouvert tous les jours et d'automates pour l'achat de titres de transport. Des aménagements, équipements et services sont à la disposition des personnes à la mobilité réduite. Un buffet est présent en gare. Une consigne à bagage automatique est installée. Un buffet et un restaurant sont présents en gare.
Deux souterrains permettent la traversée des voies et le passage d'un quai à l'autre.

### Desserte
Courtrai est desservie par des trains InterCity (IC), Omnibus (L) et d'Heure de pointe (P) de la SNCB, qui effectuent des missions sur les lignes 66 (Bruges - Courtrai), 69 (Courtrai - Poperinge), 75 (Gand - Mouscron - Lille-Flandres) et 89 (Denderleeuw - Courtrai) (voir brochures SNCB).

#### En semaine
Six dessertes cadencées à l’heure partent de Courtrai : des trains IC-04 circulant entre Anvers-Central et Courtrai via Gand et sont ensuite divisés en deux trains à destination d’Ypres et Poperinge ou Lille-Flandres (via Tourcoing et Roubaix) ; des trains IC-23 entre Ostende et Bruxelles-Aéroport-Zaventem via Bruges, Courtrai et Zottegem ; des trains IC-12 reliant Courtrai à Welkenraedt via Bruxelles et Liège (deux de ces trains sont prolongés depuis ou vers Ostende et quelques-uns sont limités à Louvain en milieu de journée) ; des trains IC-26 reliant Courtrai à Saint-Nicolas via Tournai, Bruxelles, Termonde et Lokeren ; des trains IC-32 effectuant le trajet Bruges - Lichtervelde - Courtrai (sept de ces trains sont prolongés depuis ou vers Ostende) ; des trains L entre Zottegem et Courtrai via Audenarde.
En semaine, 39 trains supplémentaires (P) circulent également en heure de pointe. Le matin : quatre de Courtrai à Schaerbeek ; deux de Poperinge à Schaerbeek ; un d’Ostende à Schaerbeek ; un de Roulers à Courtrai ; deux de Courtrai à Bruges et un train P dans l’autre sens ; trois de Courtrai à Gand-Saint-Pierre et un dans l’autre sens ; un de Denderleeuw à Courtrai ; un dans chaque sens, entre Zottegem et Courtrai ; dans chaque sens, entre Courtrai et Poperinge ; un Courtrai - Gand-Saint-Pierre, vers midi. L'après midi : six de Schaerbeek à Courtrai ; deux de Schaerbeek à Poperinge ; trois de à Gand-Saint-Pierre à Courtrai ; deux dans chaque sens, entre Courtrai et Bruges ; un de Courtrai à Poperinge ; un de Courtrai à Zottegem ; un de Poperinge à Zottegem.

#### Les week-ends et jours fériés
La gare possède quatre dessertes (cadencées à l’heure sauf les IC-32) : des trains IC-04 circulant entre Anvers-Central et Courtrai via Gand et sont ensuite divisés en deux trains à destination d’Ypres et Poperinge ou Lille-Flandres (via Tourcoing et Roubaix) ; des trains IC-23 entre Ostende et Bruxelles-Aéroport-Zaventem ; des trains IC-32 effectuant le trajet Bruges - Lichtervelde - Courtrai (toutes les deux heures) ; des trains L entre Courtrai et Malines via Gand. Le dimanche soir, en période scolaire, un unique train P relie Poperinge à Weert-Saint-Georges (près de Louvain).

Hall, Quais et desserte
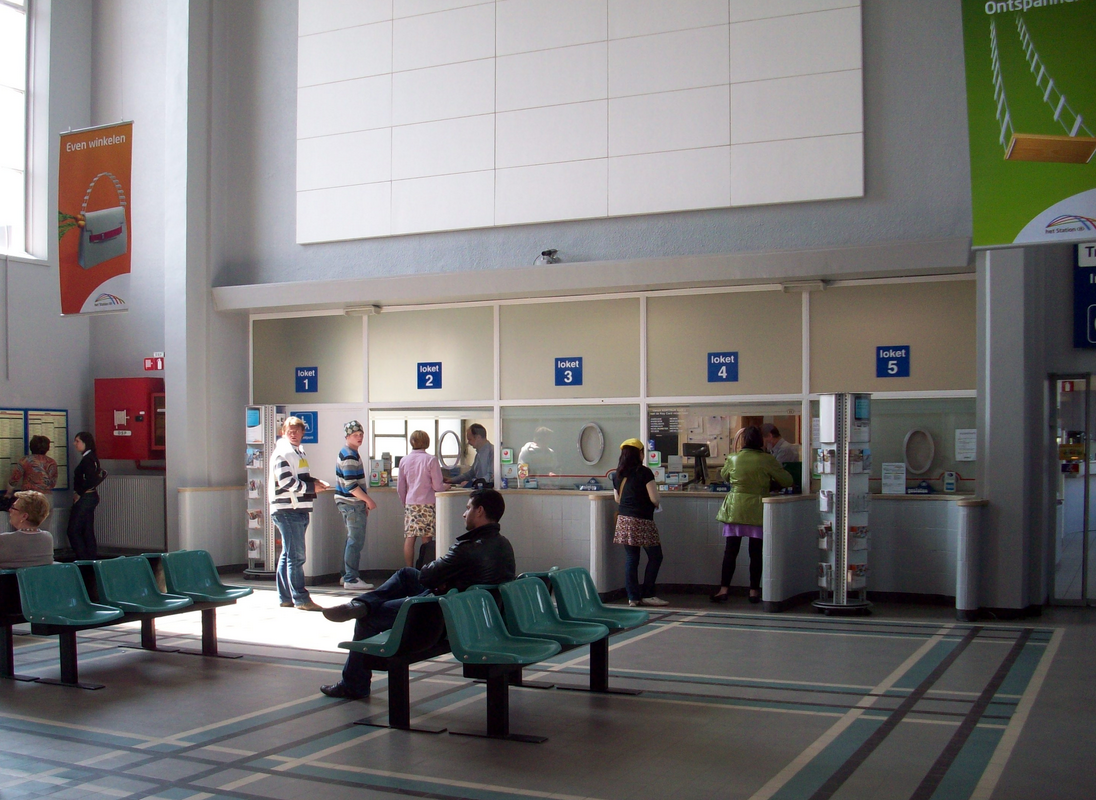
Hall et guichets.
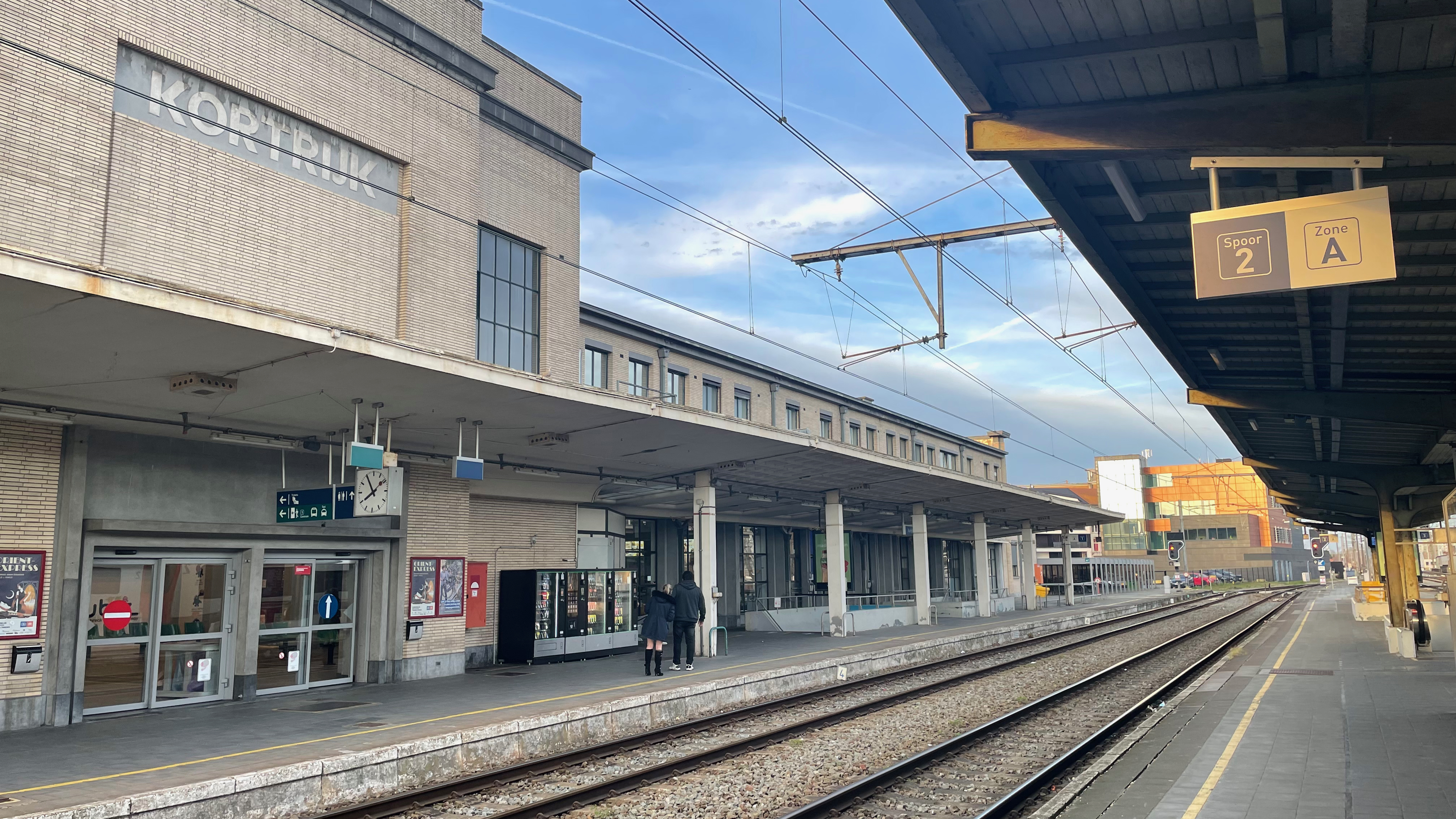
Voies et quais.
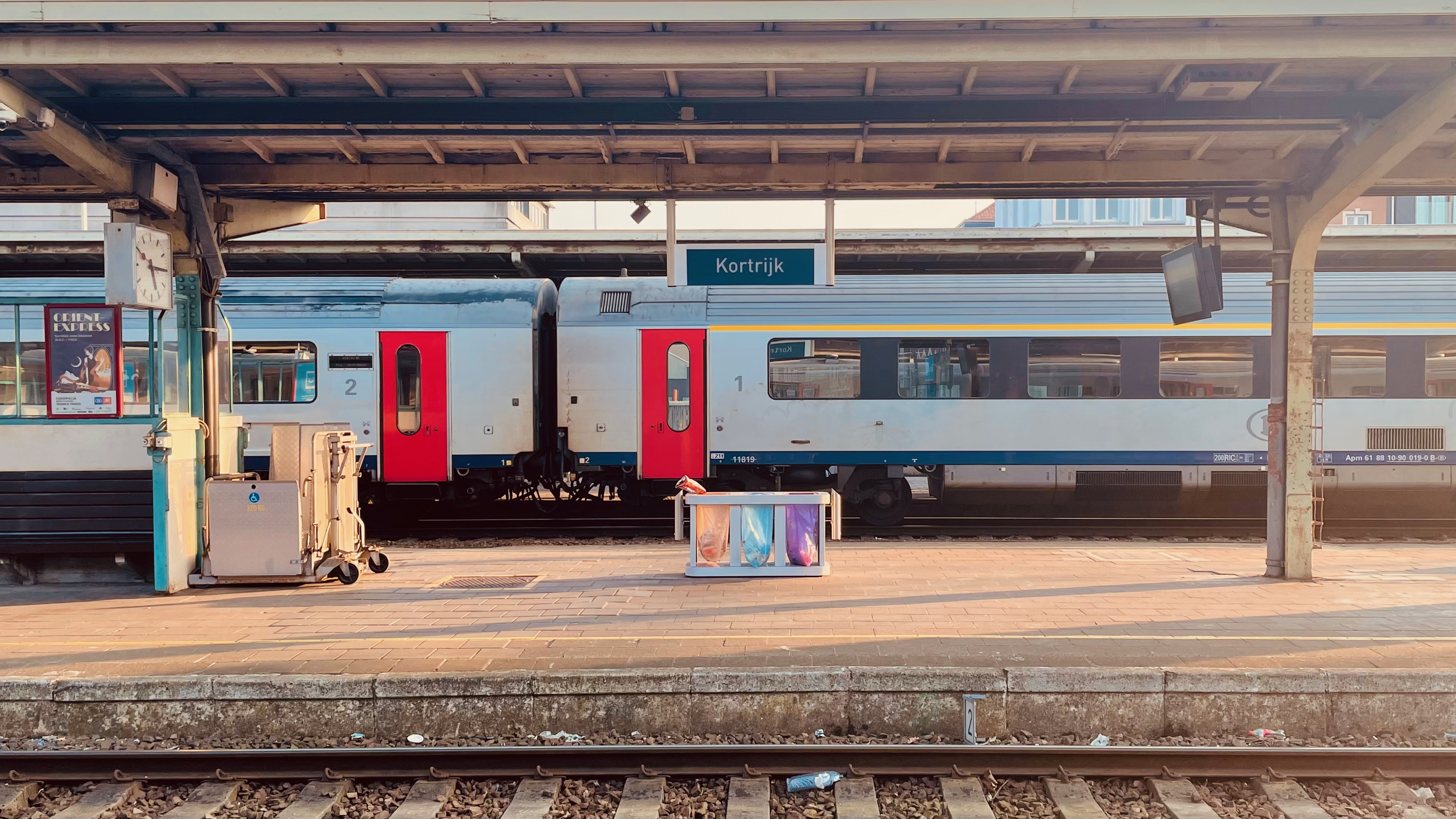
Quais extérieurs.

### Intermodalité
Un parc pour les vélos et un parking pour les véhicules y sont aménagés. Elle est desservie par des bus urbains du réseau des Autobus de Courtrai (lignes : 1, 2, 3, 4, 6, 8, 9, 12, 13, 50, 51, 80, 81, 91, 92 et 93). Elle est également desservie par des lignes régionales De Lijn.

## Comptage voyageurs
Ce graphique et tableau montre le nombre de voyageurs embarquant en moyenne durant la semaine, le samedi et le dimanche.

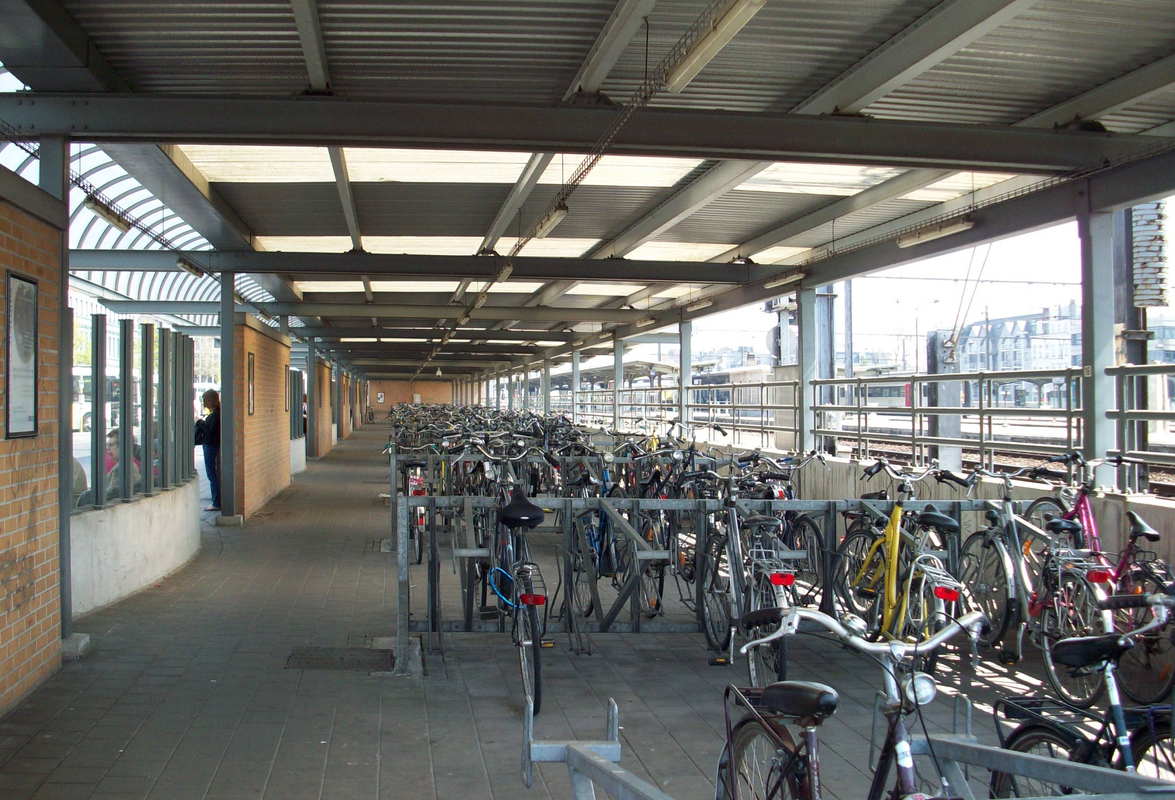
Parc à vélos.
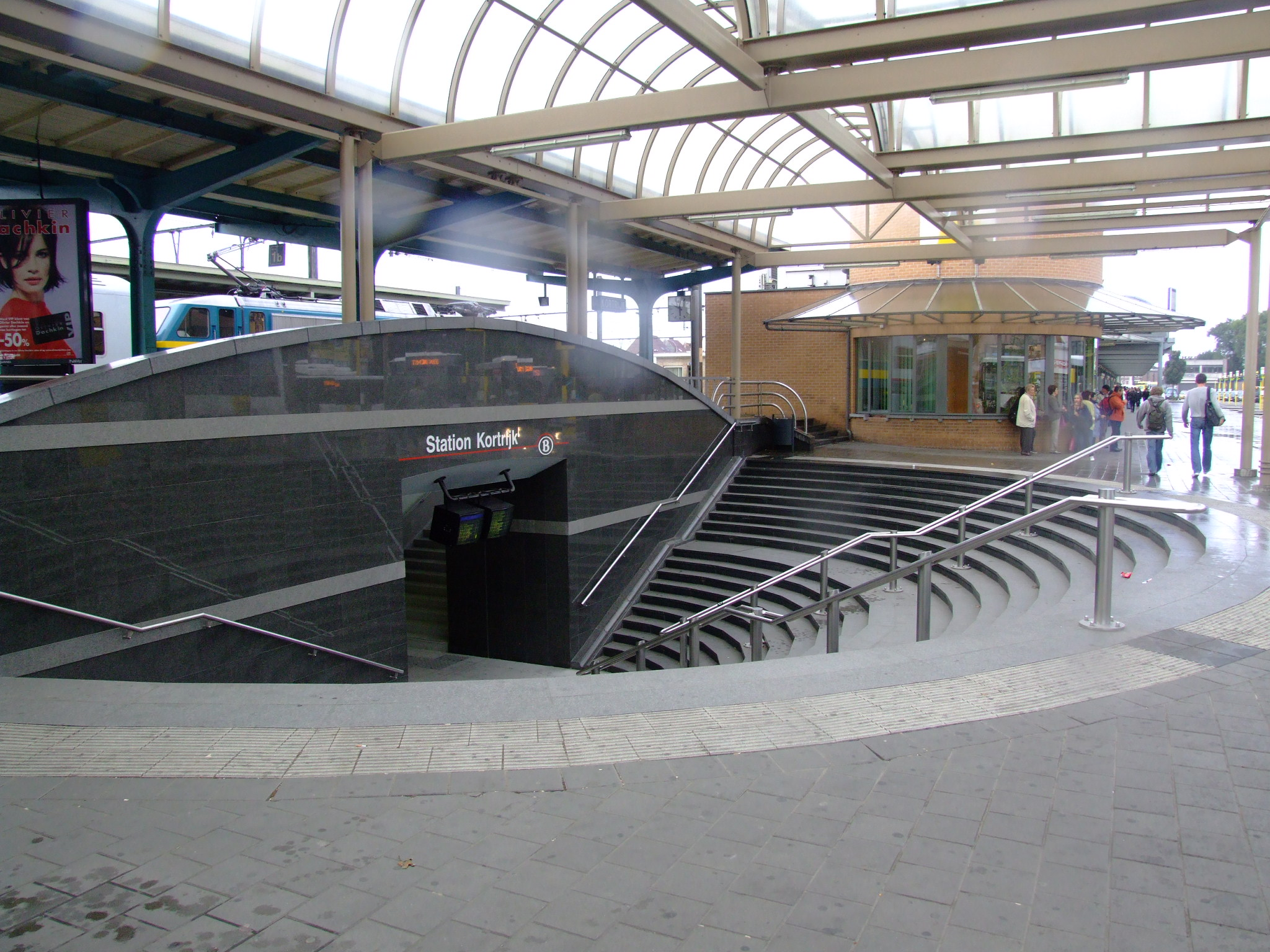
Gare routière.
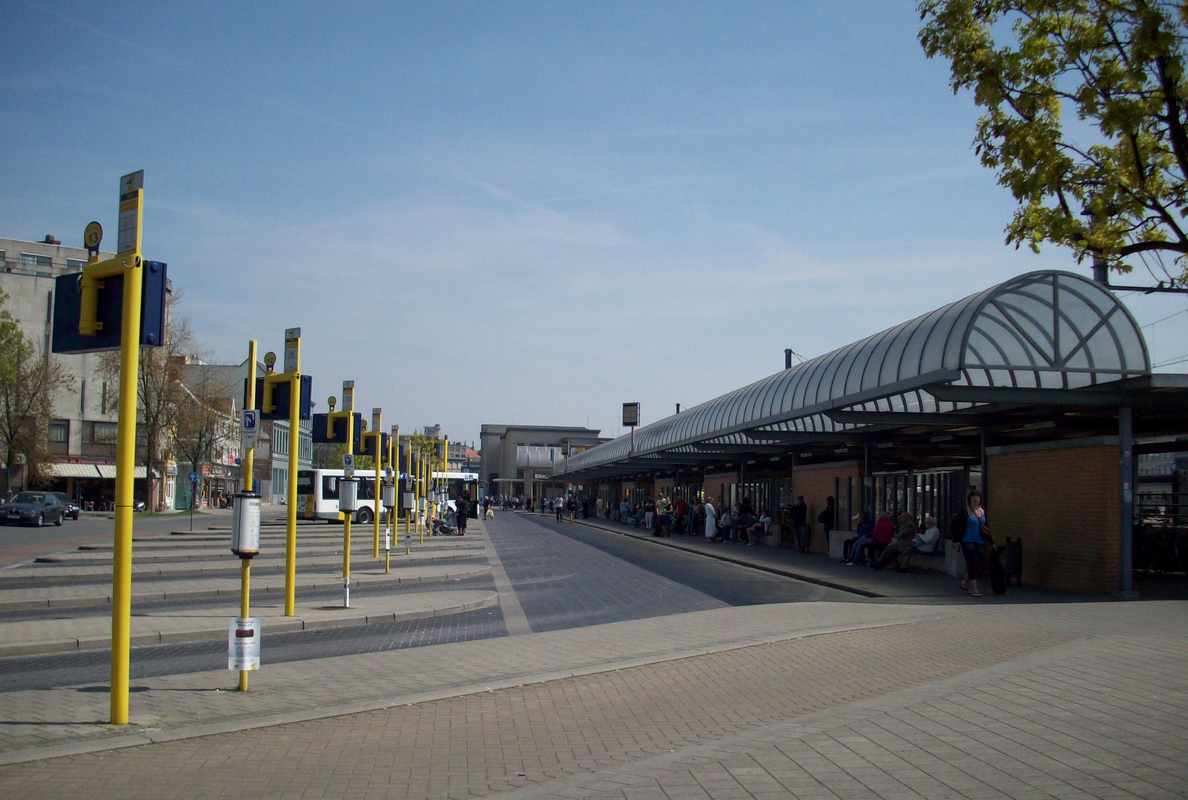
Gare routière.

| Nombre de passagers qui embarquent à la gare de Courtrai | Nombre de passagers qui embarquent à la gare de Courtrai | Nombre de passagers qui embarquent à la gare de Courtrai | Nombre de passagers qui embarquent à la gare de Courtrai |
|                                                          | Semaine                                                  | Samedi                                                   | Dimanche                                                 |
| -------------------------------------------------------- | -------------------------------------------------------- | -------------------------------------------------------- | -------------------------------------------------------- |
| 1977                                                     | 8 135                                                    | 2 584                                                    | 2 836                                                    |
| 1978                                                     | 8 706                                                    | 2 867                                                    | 2 734                                                    |
| 1979                                                     | 7 194                                                    | 2 424                                                    | 2 186                                                    |
| 1980                                                     | 9 901                                                    | 3 074                                                    | 4 682                                                    |
| 1981                                                     | 10 446                                                   | 3 438                                                    | 4 707                                                    |
| 1982                                                     | 12 327                                                   | 3 710                                                    | 4 846                                                    |
| 1983                                                     | 11 671                                                   | 3 287                                                    | 4 079                                                    |
| 1984                                                     | 11 139                                                   | 3 450                                                    | 4 813                                                    |
| 1985                                                     | 10 083                                                   | 3 052                                                    | 4 646                                                    |
| 1986                                                     | 9 880                                                    | 3 171                                                    | 4 083                                                    |
| 1987                                                     | 8 144                                                    | 2 566                                                    | 4 128                                                    |
| 1988                                                     | 9 199                                                    | 2 962                                                    | 3 739                                                    |
| 1989                                                     | 9 086                                                    | 3 208                                                    | 4 270                                                    |
| 1990                                                     | 7 821                                                    | 2 897                                                    | 3 755                                                    |
| 1991                                                     | 7 794                                                    | 2 484                                                    | 3 692                                                    |
| 1992                                                     | 7 411                                                    | 3 150                                                    | 4 606                                                    |
| 1993                                                     | 8 353                                                    | 3 256                                                    | 3 570                                                    |
| 1994                                                     | 8 895                                                    | 2 813                                                    | 3 421                                                    |
| 1995                                                     | 8 356                                                    | 2 539                                                    | 3 182                                                    |
| 1996                                                     | 7 563                                                    | 2 905                                                    | 3 007                                                    |
| 1997                                                     | 8 737                                                    | 2 881                                                    | 2 727                                                    |
| 1998                                                     | 10 858                                                   | 3 890                                                    | 5 250                                                    |
| 1999                                                     | 8 210                                                    | 3 416                                                    | 4 155                                                    |
| 2000                                                     | 8 458                                                    | 4 370                                                    | 5 370                                                    |
| 2001                                                     | 8 742                                                    | 3 982                                                    | 4 890                                                    |
| 2002                                                     | 8 565                                                    | 3 956                                                    | 5 330                                                    |
| 2003                                                     | 9 539                                                    | 5 024                                                    | 4 865                                                    |
| 2004                                                     | 9 128                                                    | 4 682                                                    | 5 017                                                    |
| 2005                                                     | 10 100                                                   | 4 614                                                    | 5 206                                                    |
| 2006                                                     | 10 603                                                   | 4 825                                                    | 5 474                                                    |
| 2007                                                     | 10 032                                                   | 4 190                                                    | 5 992                                                    |
| 2008                                                     | -                                                        | -                                                        | -                                                        |
| 2009                                                     | 10 796                                                   | 4 656                                                    | 4 944                                                    |
| 2010                                                     | -                                                        | -                                                        | -                                                        |
| 2011                                                     | -                                                        | -                                                        | -                                                        |
| 2012                                                     | 10 457                                                   | 5 356                                                    | 5 264                                                    |
| 2013                                                     | 9 637                                                    | 4 908                                                    | 4 865                                                    |
| 2014                                                     | 10 061                                                   | 5 208                                                    | 5 551                                                    |
| 2015                                                     | 10 007                                                   | 3 793                                                    | 3 782                                                    |
| 2016                                                     | 9 203                                                    | 3 792                                                    | 4 618                                                    |
| 2017                                                     | 9 081                                                    | 4 808                                                    | 4 385                                                    |
| 2018                                                     | 8 914                                                    | 4 221                                                    | 4 464                                                    |
| 2019                                                     | 8 581                                                    | 4 058                                                    | 4 081                                                    |
| 2020                                                     | 6 310                                                    | 2 723                                                    | 2 785                                                    |
| 2021                                                     | -                                                        | -                                                        | -                                                        |
| 2022                                                     | 8 189                                                    | 4 785                                                    | 5 392                                                    |
| 2023                                                     | 8 127                                                    | 5 631                                                    | 5 605                                                    |
| 2024                                                     | 8 847                                                    | 3 812                                                    | 3 957                                                    |

- Parc à vélos.
- Gare routière.
- Gare routière.